# Isaac Mercier
Isaac Mercier, né en 1573 à Genève et mort le 14 novembre 1636, chez lui, au Grand-Mézel, est un personnage historique genevois considéré comme un héros de L'Escalade.

## Origine et vie privée
Originaire d'Ystenay en Lorraine, on lui connaît des frères, morts jeunes et des sœurs - notamment une Antoinette qui, en 1605, apparaît dans les registres comme victime de diffamations et d'injures de la part d'un soldat. 
Le père d'Isaac, Gilles Mercier, est reçu habitant de Genève en 1568 et occupe une fonction de messager, acheminant des courriers notamment depuis et vers Lyon.
Le 23 septembre 1594, il épouse Nicolarde Trossier. De cette union naissent trois enfants, dont deux morts en bas âge. Il semble qu'Isaac Mercier ait eu, dès 1590, une carrière essentiellement militaire au sein de la garnison. On ne connaît pas son grade avant l'Escalade, mais en 1606, sans doute en remerciement de son action, il est caporal.

## Le fait-d'armes

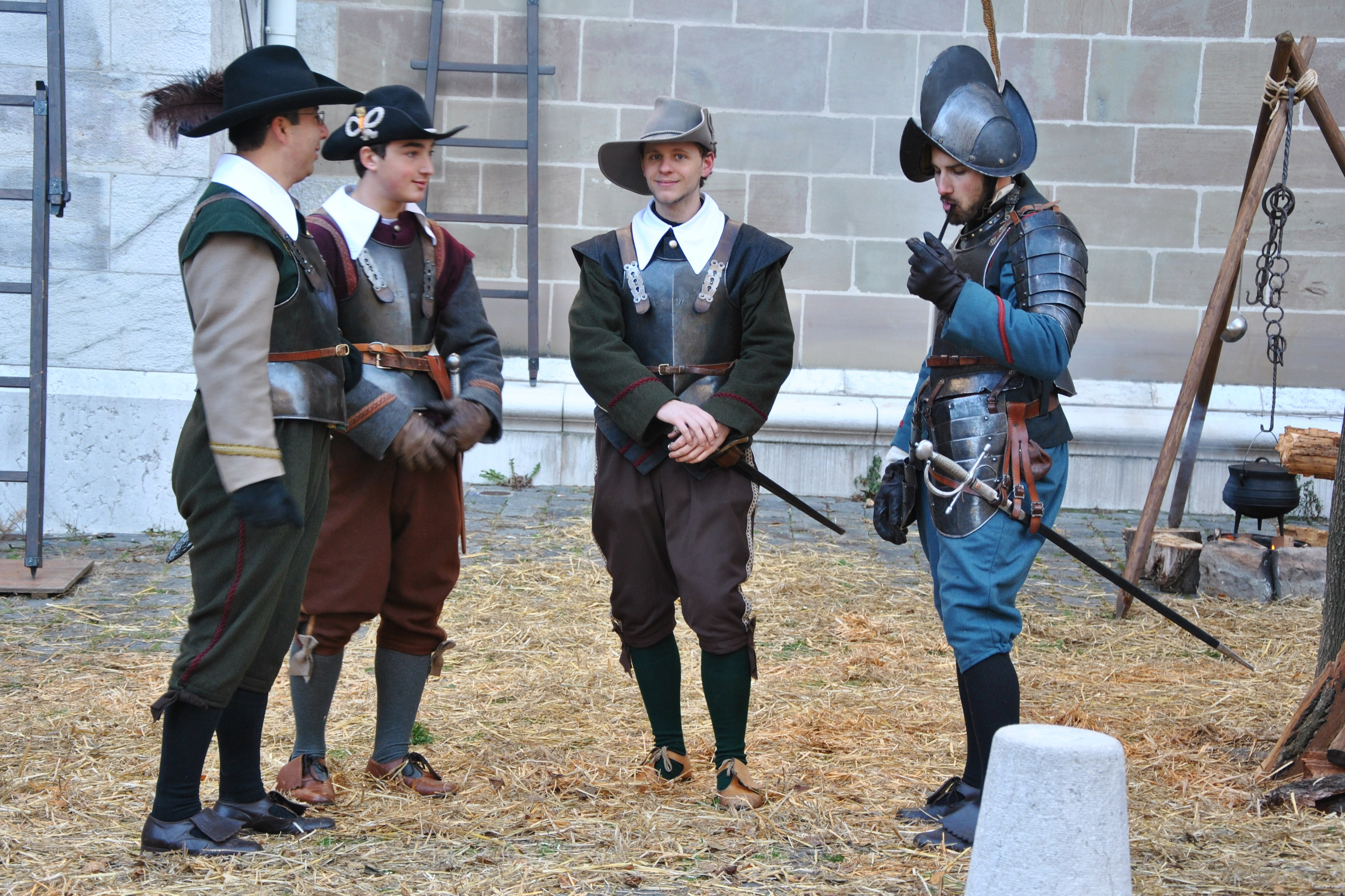
Costumes de Pétardier à la solde de Genève lors des manifestations de l'Escalade à Genève

Isaac Mercier se distingua à 29 ans lors de L'Escalade, dans la nuit du 11 au 12 décembre 1602 (calendrier julien). À la suite de l'escalade de la courtine de la Corraterie par 200 soldats d'élite, les combats s'engagent entre habitants et assaillants. Ces derniers se dirigent vers la porte de Neuve avec l'objectif de la pétarder et de laisser ainsi pénétrer dans la cité le gros des troupes de cavalerie et de mercenaires (environ 2 000 hommes) stationnées en retrait à Plainpalais. 
Alors que le pétardier Picot s'affaire à son entreprise, Isaac Mercier l'aperçoit et tranche la corde qui retient la herse de la porte de ville. Ainsi, il contre les plans stratégiques des troupes savoyardes et empêche tout renfort extérieur de l'ennemi. Une tradition différente explique que Mercier aurait reçu l'ordre de baisser la herse de Jean Vandel (future victime de l'Escalade). Cet acte permet à Genève de résister contre le faible nombre de Savoyards entrés dans la ville, puis de les repousser et enfin de préserver son indépendance.

## Postérité
Eu égard à la valeur et aux conséquences heureuses de son acte, Isaac Mercier obtint le titre de bourgeois de Genève le 19 janvier 1603 et reçut de la part de la Compagnie des Pasteurs et de la Seigneurie, respectivement un ducaton d'argent et deux ducatons. En 1630, on le gratifia encore d'un thaler. Plusieurs couplets du Cé qu'è lainô font directement référence à cet épisode.
Aujourd'hui, bien que la mémoire de son nom soit moindre à côté de ceux de la Mère Royaume ou de Dame Piaget, la mémoire de son geste reste bien présente dans la tradition. Une plaque commémorative (offerte par la Compagnie de 1602 et inaugurée le 11 décembre 1938) est apposée à l'emplacement présumé de l'ancienne porte de Neuve au bas de la rue de la Treille (Place de Neuve).
De plus, une place à Genève (située dans le quartier de la Gare, au bas de la rue Voltaire) porte le nom d'Isaac Mercier depuis 1929.